# Natina Reed
Natina Reed (Nueva York, 28 de octubre de 1979 - Atlanta, 26 de octubre de 2012) fue una actriz, cantante de rap e ídolo adolescente estadounidense.

## Biografía
Natina Reed inició su carrera como integrante y líder del grupo Blaque (R & B), que se hizo conocido por hits como «808», «Bring It All To Me» (mezcla) y «As If». Reed era la prima mayor de Farrah Franklin, del grupo Destiny's Child. Fue una rapera protegida en el medio musical por la ya fallecida Lisa Lopes, que formó el grupo TLC.
En 2000, interpretó a una porrista en la comedia Bring It On, protagonizada por Kirsten Dunst.

## Vida privada
En 2001 se comprometió con el rapero Kurupt (Ricardo Emmanuel Brown), y dio a luz a su hijo Tren Brown en 2002, pero la pareja se separó tiempo después.

## Fallecimiento
Reed murió en un accidente de tráfico en Atlanta en octubre de 2012: intentaba cruzar una carretera al norte de Lilburn cuando fue embestida por un automóvil. El propio conductor del vehículo dio aviso a la policía e intentaron reanimarla en la escena del accidente. Fue llevada al Gwinnett Medical Center, donde se le declaró muerta a las 22:59.a la edad de 32 años.

## Filmografía

### Cine
| Año  | Título      | Personaje  | Notas          |
| ---- | ----------- | ---------- | -------------- |
| 2000 | Bring It On | Jenelope   | Película debut |
| 2003 | Honey       | Ella misma | Cameo          |

### Televisión
| Año  | Título                                 | Personaje  | Notas                        |
| ---- | -------------------------------------- | ---------- | ---------------------------- |
| 2001 | V.I.P.                                 | Ella misma | Episodio: "Kayus Ex Machina" |
| 2008 | Til 6 in the Morning by Platinum Souls | Ella misma | Película de televisión       |

### Vídeos musicales
| Año  | Título             | Artista  |
| ---- | ------------------ | -------- |
| 1997 | Not Tonight        | Lil'Kim  |
| 2001 | Welcome To Atlanta | Ludacris |
| 2001 | It's Over          | Kurupt   |